# قلعه دوقلک یا دوقله (قلعه گل یک)
قلعه دوقلک یا دوقله (قلعه گل یک) مربوط به دوران‌های تاریخی پس از اسلام است و در آباده، شمال شرقی شهر واقع شده و این اثر در تاریخ ۲۳ بهمن ۱۳۸۰ با شمارهٔ ثبت ۴۷۰۹ به‌عنوان یکی از آثار ملی ایران به ثبت رسیده‌است.